# Dieter Thoma (Moderator)
Dieter Thoma (* 11. April 1927 in Paderborn; † 5. Mai 2017 in Köln) war ein deutscher Journalist und Moderator. Bekannt wurde er durch die von ihm konzipierte Hörfunksendung Mittagsmagazin im Westdeutschen Rundfunk.

## Leben
Dieter Thoma besuchte das Gymnasium Laurentianum Arnsberg und studierte später Germanistik, Geschichte und Publizistik an der Westfälischen Wilhelms-Universität Münster. Thoma war zunächst Kabarettist und Journalist (u. a. Lokalreporter bei der Aachener Volkszeitung und Chefreporter des Kölner Stadtanzeigers), bevor er 1963 zum WDR-Hörfunk ging. Dort war er zunächst Leiter der aktuellen Abteilung. 1978 wurde er Chefredakteur.

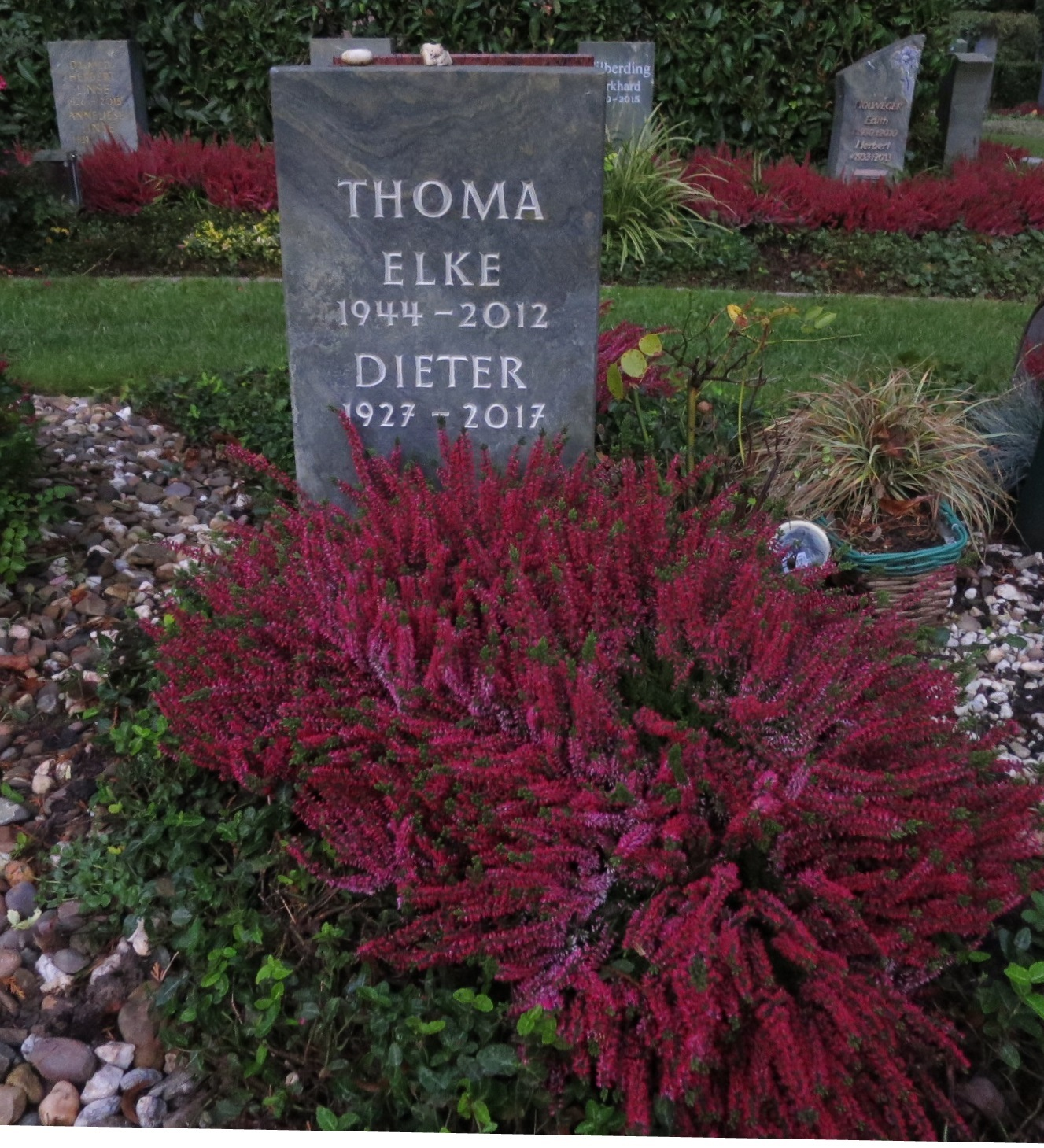
Grab auf dem Friedhof Melaten, Flur 9 (S) (Rosengarten)

Lange Zeit war er Moderator des WDR-Mittagsmagazins, dessen in den 1960er Jahren völlig neuen Stil, einen Mix aus Musik und Wortbeiträgen, er wesentlich prägte, weswegen er als einer der Erfinder des modernen Radiomagazins gilt. Dabei bleibt sein Moderationsstil mit seinem intelligenten und trockenen Witz unvergessen. Später moderierte er die Fernseh-Talkshow Kölner Treff zusammen mit Alfred Biolek und den Presseclub, die Nachfolgesendung von Werner Höfers Internationalem Frühschoppen.
1992 ging Thoma in den Ruhestand. Er arbeitete danach als Buchautor und widmete sich dabei dem Sammeln von Witzen. Zu diesem Thema sind auch seine späteren Bücher erschienen. Außerdem trat er hin und wieder in Talkshows auf. Von Thoma erschien 1997 auch eine Autobiografie, die den Namen Salto Rückwärts und andere Geschichten aus meinem Leben trägt.
Thoma starb wenige Wochen nach seinem 90. Geburtstag, seine Asche wurde am 24. Mai 2017 auf dem Kölner Zentralfriedhof Melaten (Flur 9 (S)) beigesetzt. Sein Nachlass befindet sich im Historischen Archiv der Stadt Köln.

## Ehrungen
Thoma wurde am 10. Mai 1991 mit dem Verdienstorden des Landes Nordrhein-Westfalen ausgezeichnet.

## Hörfunksendungen
- Das Mittagsmagazin, WDR 2

Das erste Mittagsmagazin im Zweiten Programm des Westdeutschen Rundfunks (später WDR 2) wurde am 1. Februar 1965 ausgestrahlt. Die Sendung lief von 13:05 bis 15:30 Uhr. Moderator der ersten Sendung war Walter Hahn, der zusammen mit Dieter Thoma (später WDR-Radio-Chefredakteur) als „Erfinder“ dieser Urform aller aktuellen Radiomagazine in Deutschland gilt. Erster Redaktionsleiter wurde Helmut Prinz. Er kam vom Saarländischen Rundfunk.

## Hörspiele
- 1977: H. G. Wells: Krieg der Welten – Regie: Klaus Schöning

## Fernsehsendungen
- 1976–1982. Kölner Treff, mit Alfred Biolek
- 1988–1993: Presseclub, Das Erste

## Werke
- 1968: Köln für Anfänger
- 1997: Salto Rückwärts und andere Geschichten aus meinem Leben, Autobiografie
- 1999: Ganz Deutschland lacht!, Co-Autoren sind Chris Howland und Michael Lentz
- 2003: Kennen Sie den? Die Lieblingswitze der Deutschen, Co-Autoren sind Chris Howland und Peter Jamin
- 2006: Deutschland lacht wieder, Co-Autoren sind wieder Chris Howland und Peter Jamin
- 2007: Heute am Mikrophon… – Heiteres und Ernstes zur Zeit
- 2014: Besser Eigentor als gar kein Tor. Fakten, Fouls und Flanken – Fußball ist, wenn man trotzdem lacht, mit Peter Jamin als Co-Autor